# Kuga Katsunan
Kuga Katsunan est un nom japonais traditionnel ; le nom de famille (ou le nom d'école), Kuga, précède donc le prénom (ou le nom d'artiste).
Kuga Katsunan (陸 羯南), né le 30 novembre 1857 à Hirosaki au Japon et décédé de la tuberculose à l'âge de 49 ans le 2 septembre 1907 à Kamakura, est le pseudonyme d'un journaliste japonais de l'ère Meiji dont le véritable nom était Nakata Minoru.

## Biographie
Né à Hirosaki dans la province de Mutsu (actuelle préfecture d'Aomori), Kuga est le fils du docteur officiel des daimyo Nambu du domaine de Hirosaki. Il étudie à l'école normale de Miyagi dans la préfecture de Miyagi mais est forcé de quitter l'établissement en raison d'un comportement abusif de la part de son principal, natif de la province de Satsuma. Ce départ marque le début de la haine de Kuga pour la domination du gouvernement de Meiji par les anciens domaines de Chōshū et de Satsuma. Il entre ensuite à l'école de droit du ministère de la Justice. Pour la deuxième fois, il n'obtient pas son diplôme après avoir été expulsé, en même temps que le futur premier ministre Hara Takashi, pour une protestation étudiante contre les décisions du conseil sur les logements et les bourses.
Après une courte période à Hokkaido, Kuga retourne à Tokyo pour apprendre le français. En 1883, il commence à travailler au bureau de documentation du grand conseil où il fait la connaissance d'Inoue Kaoru. Après la fondation du Cabinet en 1885, il devient chef de section de rédaction de la gazette officielle. En 1885, Kuga traduit en japonais plusieurs œuvres sociales du philosophe français Joseph de Maistre. Durant cette période, sa propre philosophie politique s'oppose au programme d'occidentalisation du gouvernement symbolisé par le Rokumeikan, blâmant la tendance actuelle d'adulation des choses occidentales et le rejet des valeurs morales japonaises et de l'histoire japonaise. Il démissionne de son poste au gouvernement en 1888.
En avril 1888, Kuga décide de fonder un journal qu'il nomme Tokyo Denpō (東京電報) (« Télégraphe de Tokyo »), mais à cause de la confusion des lecteurs avec un autre journal au titre ressemblant, le Shōgyō Denpō (商業電報) (« Télégraphe industriel »), il change le nom en 1889 pour le plus simple Nippon (日本) (« Japon »). Le journal sert de tribune à Kuga qui y prône un mélange idéaliste entre le nationalisme japonais et le libéralisme, ce qu'il nomme Nihon-shugi. Il y écrit :

« Si une nation désire s'élever au rang des grandes puissances et préserver son indépendance nationale, elle doit toujours s'efforcer de privilégier le nationalisme (« kokuminshugi »)... Si la culture d'un pays est influencée par celle d'un autre, elle perd de son caractère unique, et la nation en question perdra assurément son statut indépendant. »

Kuga utilise son journal pour attaquer les conservateurs politiques et la bureaucratie du gouvernement. Il s'attire finalement les foudres des censeurs du gouvernement, mais gagne l'attention d'un important lectorat. De 1889 à 1896, le gouvernement censure le journal de Kuga trente fois pour un total de 260 jours. Les articles de Kuga sur la morale politique influence le professeur de droit de l'université impériale de Tokyo, Tatsukichi Minobe sur le développement de sa théorie politique controversée, dans laquelle il affirme que l'empereur du Japon n'est qu'un « organe » du gouvernement, existant pour le bien-être du peuple car ne disposant d'aucun pouvoir autoritaire absolu.
Kuga reste le président et principal rédacteur du journal jusqu'à ce qu'il tombe malade de la tuberculose en 1906.
Pour guérir, il quitte Tokyo et s'installe sans succès à Kamakura où il meurt en 1907.